# ヴァージル・ホーキンス
ヴァージル・ホーキンス（Virgil Hawkins、1974年）は、国際政治学者、メディア研究者。大阪大学大学院国際公共政策研究科（OSIPP）教授。学位は博士（国際公共政策）（大阪大学）。Southern African Centre for Collaboration on Peace and Security (SACCPS)の共同創設者。Global News View (GNV)の創設者。

## 経歴
オーストラリア出身。高校卒業後に奨学生として来日。
2002年　大阪大学大学院国際公共政策研究科修了、博士（国際公共政策）
2002年-2004年　AMDAカンボジア アドバイザー
2004年−2007年　AMDAザンビア 駐在代表・アドバイザー
2006年　ザンビア・オープン大学 非常勤講師
2007年−2010年　大阪大学グローバルコラボレーションセンター 特任助教
2010年−2020年　大阪大学大学院国際公共政策研究科国際公共政策専攻准教授
2020年−　同教授

## 主要な業績
- The Silence of the UN Security Council: Conflict and Peace Enforcement in the 1990s, European Press Academic Publishing 2004年 (ISBN: 8883980263)
- Stealth Conflicts: How the World's Worst Violence is Ignored,  Ashgate 2008年 (ISBN: 9780754675068)
- Communication and Peace: Mapping an Emerging Field (with Julia Hoffmann), Routledge 2015年 (ISBN: 9781138236592)